# Internationales Kolleg für Geisteswissenschaftliche Forschung
Das Internationale Kolleg für Geisteswissenschaftliche Forschung (IKGF) „Schicksal, Freiheit und Prognose. Bewältigungsstrategien in Ostasien und Europa“ an der Friedrich-Alexander-Universität Erlangen-Nürnberg war eines von zehn Käte Hamburger Kollegs für geisteswissenschaftliche Forschung. Es wurde 2009 im Rahmen der Initiative „Freiraum für die Geisteswissenschaften“ gegründet und vom Bundesministerium für Bildung und Forschung zunächst für sechs Jahre gefördert. Die Förderung wurde 2015 um weitere sechs Jahre bis 2021 verlängert. Mit ca. 20 Millionen in der ersten und zweiten Förderphase zusammengenommen war das IKGF das größte Drittmittelprojekt der Philosophischen Fakultät und Fachbereich Theologie der Friedrich-Alexander-Universität Erlangen-Nürnberg.

## Forschung
Versuche die Zukunft durch Zuhilfenahme von Prognosetechniken vorhersagbar und damit beherrschbar zu machen, sind eine kulturübergreifende anthropologische Konstante. Unter der Federführung der beiden Leitdisziplinen Sinologie und mittelalterlicher Geschichtswissenschaft setzen sich die Arbeiten am IKGF in historischer und gegenwartsbezogener Perspektive mit unterschiedlichen Vorstellungen und Techniken auseinander, die im Umgang mit der Zukunft von Individuen und Kollektiven entwickelt wurden. Das international ausgerichtete Kolleg arbeitet nach dem Fellow-Prinzip. Neben den festangestellten wissenschaftlichen Mitarbeitern des IKGF werden jährlich 10–20 herausragende Fachwissenschaftler unterschiedlicher Disziplinen eingeladen, die für 3–12 Monate vor Ort forschen.

## Personen
- Direktoren:  Michael Lackner (Direktor), Klaus Herbers (stv. Direktor), Andrea Bréard
- administrative Koordinatorin: Petra Hahm
- wissenschaftlicher Koordinator: Rolf Scheuermann
- wissenschaftlicher Beirat: Chia-Feng Chang, Johannes Fried, Joachim Gentz, Angel Gomez Moreno, Marta Hanson, Patrick Henriet, Marc Kalinowski, Martin Kern, Stefan Maul und Agostino Paravicini Bagliani[4]